# Kleinich
Kleinich è un comune di 682 abitanti della Renania-Palatinato, in Germania.

Appartiene al circondario (Landkreis) di Bernkastel-Wittlich (targa WIL) ed è parte della comunità amministrativa (Verbandsgemeinde) di Bernkastel-Kues.